# Бригада 2506
Бригада 2506, Бригада Асальто 2506  (англ. Brigade 2506, ісп. Brigada de Asalto 2506) — назва спонсорованої ЦРУ військової групи з кубинських емігрантів у США. Утворене 1960 року, це формування зробило спробу військового повалення кубинського уряду на чолі з Фіделем Кастро. Бригада 2506 здійснила безуспішну операцію в затоці Свиней, висадившись на Кубі 17 квітня 1961 року.

## Історія
У травні 1960 року ЦРУ розпочало набір антикастровських кубинських емігрантів у Маямі.

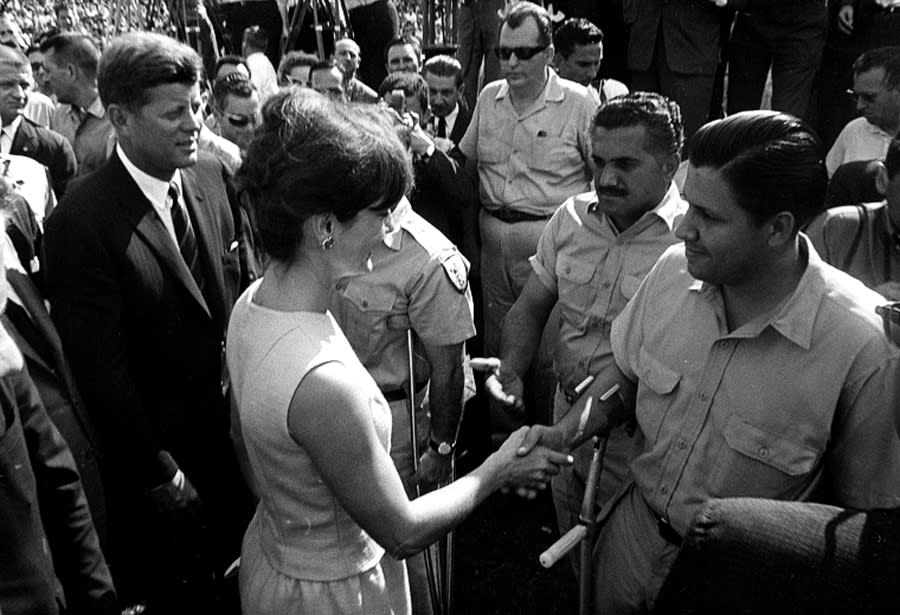
Джон Кеннеді і Жаклін Кеннеді вітають членів бригади на стадіоні Помаранчева чаша

Приблизно 1334 людини переправились із Гватемали, з яких нібито 1297 власне десантувалися на Кубу, разом із ними було ще 177 парашутистів. Вважається, що 114 потонуло чи було вбито під час події, а 1183 було полонено, віддано під суд і ув'язнено. Зрештою, приватні симпатики зі США домовилися про обмін їжі та медикаментів на суму в 53 млн. доларів за звільнення і повернення до Маямі полонених бійців бригади 23 грудня 1962 року.